# Wonder Dog (jeu vidéo)
Pour les articles homonymes, voir Wonder Dog.
Wonder Dog est un jeu vidéo de plates-formes développé par Core Design et édité par JVC Musical Industries en 1992 sur Mega-CD. Il a été adapté sur Amiga en 1993.

## Équipe de développement
- Graphismes : Lee Pullen (Mega Drive), Adrian Mannion (Amiga)
- Programmation : Chris Long (Mega Drive), Dan Scott, Jason Gosling (Amiga)
- Design : Robert Churchill
- Musique et effet sonore : Martin Iveson
- Producteur :	Jeremy C. Smith

## Accueil
- Tilt : 76 % (Amiga)[1]